# Little Tom
«Little Tom» («Литтл том») — самозарядный пистолет, выпускавшийся в 1909—1925 годы в Австро-Венгрии. Первый в мире пистолет с УСМ двойного действия.

## Разработка и производство
Разработан Алоисом Томишкой (чеш. Alois Tomiska). Запатентован в 1908 году в Англии, и через несколько месяцев, в Австро-Венгрии, в Вене. Серийно пистолет выпускался с 1909 по 1925 год компанией Wiener Waffenfabrik, которая была основана Алоисом Томишкой и Камиллом Франком (Camillo Frank). Всего было выпущено около 40 — 50 тысяч экземпляров этого пистолета.

## Конструкция
У пистолета неподвижный ствол и затвор-кожух без верхней части. Возвратная пружина находится во втулке под стволом. Ударно-спусковой механизм — двойного действия: курок можно взвести, оттянув затвор назад либо нажав на спусковой крючок. Большая часть курка находится в углублении в задней части корпуса, наверх выступает рифлёный гребешок, который позволяет взвести его большим пальцем. Доступ к механизму можно получить нажатием на правую защёлку рукоятки, если снять затвор.